# Diócesis de Cork y Ross
La diócesis de Cork y Ross (en latín: Dioecesis Corcagiensis et Rossensis, en inglés: Roman Catholic Diocese of Cork and Ross y en irlandés: Deoise Chorcaí agus Rosa) es una circunscripción eclesiástica de la Iglesia católica en la República de Irlanda. Se trata de una diócesis latina, sufragánea de la arquidiócesis de Cashel y Emly. Desde el 8 de abril de 2019 su obispo es Fintan Gavin.

## Territorio y organización

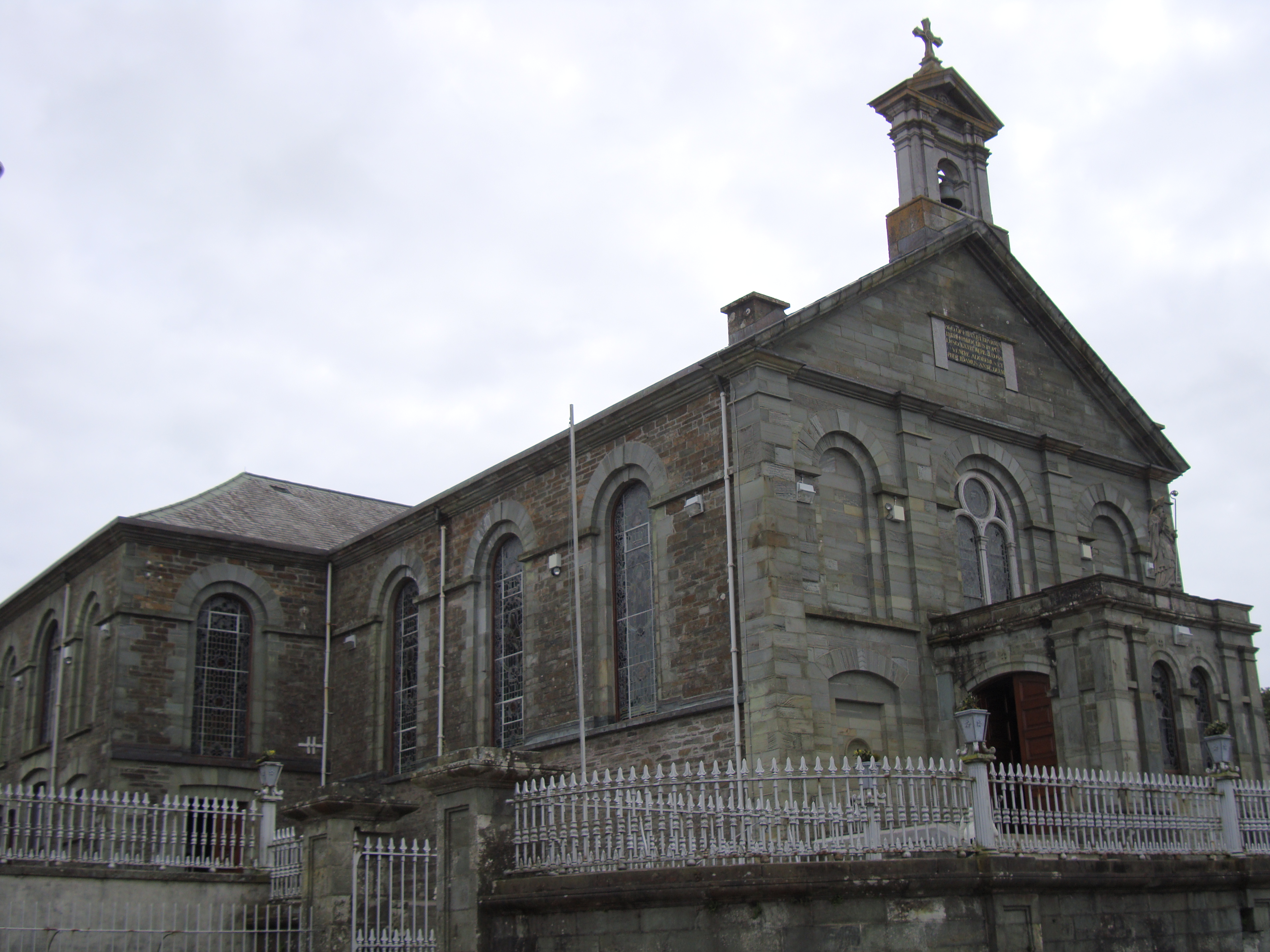
Excatedral de San Patricio, en Skibbereen

La diócesis tiene 8655 km² y extiende su jurisdicción sobre los fieles católicos de rito latino residentes en parte del condado de Cork, siendo el río Lee el límite con la diócesis de Cloyne.

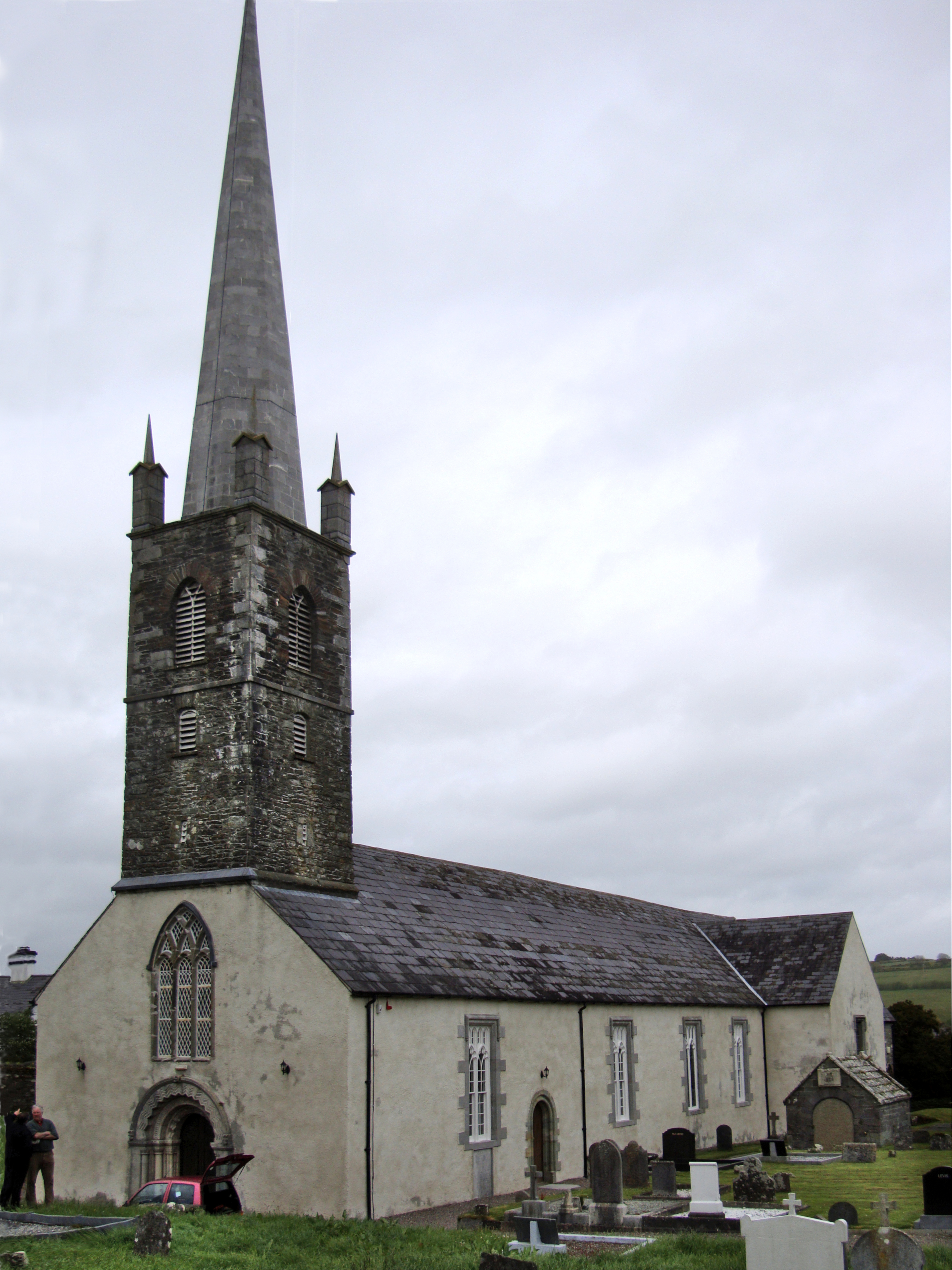
Catedral de San Fachtna, en Rosscarbery, hoy perteneciente a la Iglesia de Irlanda

La sede de la diócesis se encuentra en la ciudad de Cork, en donde se halla la Catedral de Santa María y Santa Ana. En Skibbereen se encuentra la iglesia de San Patricio, que fue la catedral de la diócesis de Ross hasta 1958 (conocida todavía localmente como catedral). En Rosscarbery se halla la Catedral de San Fachtna, que fue la catedral de la diócesis de Ross hasta la Reforma anglicana y que desde 1581 pertenece a la Iglesia de Irlanda.
En 2023 en la diócesis existían 68 parroquias agrupadas en 16 familias de parroquias.

## Historia

### Diócesis de Cork
La diócesis de Cork se deriva del monasterio fundado a principios del siglo VII por Finbar en las marismas del estuario del río Lee, donde se encuentra hoy la ciudad de Cork. En el Sínodo de Ráth Breasail de 1111 Cork era una de las 24 diócesis de Irlanda. Fue reducida en tamaño por la erección de las diócesis de Cloyne y de Ross en el Sínodo de Kells en 1152.
A petición del rey Eduardo II el papa Juan XXII emitió una bula para la unión de las diócesis de Cork y de Cloyne el 30 de julio de 1326, con efecto a partir de la muerte de cualquiera de sus obispos. La unión debería haber entrado en vigor a la muerte de Felipe de Slane en 1327, pero se nombraron obispos para ambas diócesis.
En 1429 el papa Martín V hizo efectiva la unión de la diócesis de Cloyne a la sede de Cork con el nombramiento de Jordan Purcell como obispo.
En 1535, como consecuencia de la Reforma protestante, el obispo de Cork y Cloyne fue despojado de sus bienes episcopales.
De 1693 a 1747 el obispo de Cork y Cloyne fue también el administrador apostólico de la diócesis de Ross.
Tras un decreto del papa Benedicto XIV del 10 de diciembre de 1747, la diócesis de Cork se reconstituyó como una entidad independiente, mientras que la diócesis de Cloyne se unió a Ross.

### Diócesis de Ross
La abadía nullius de Ross fue fundada por san Fachtna circa 570, y el topónimo se conocía como Ros Cairbre (Rosscarbery) y Ros Ailithir (Ross de los peregrinos). La diócesis de Ross fue erigida en el Sínodo de Kells en 1152 con parte de la diócesis de Cork y como sufragánea de la arquidiócesis de Cashel.
El 12 de mayo de 1582 la reina Isabel I de Inglaterra nombró al primer obispo protestante de Ross, William Lyon, estando en el cargo el católico rival Bonaventura Naughton, quien falleció en 1587 y la sede quedó vacante. En noviembre de 1583 Lyon quedó como obispo de las diócesis unida de Cork, Cloyne y Ross iniciando la sucesión anglicana. La diócesis católica de Ross quedó vacante desde 1587 y fue gobernada por vicarios apostólicos desde 1597 hasta 1647. Finalmente, en 1693, el obispo Sleyne de Cork y Cloyne recibió Ross in commendam, y la sede continuó bajo sus sucesores.
El 10 de diciembre de 1747 la diócesis de Cloyne se unió a Ross y se separaron el 27 de diciembre de 1850.

### Diócesis de Cork y Ross
La diócesis de Cork y Ross fue erigida por la unión de las diócesis de Cork y de Ross el 19 de abril de 1958.

## Estadísticas
Según el Anuario Pontificio 2024 la diócesis tenía a fines de 2023 un total de 224 000 fieles bautizados.
| Año                                                                             | Población            | Población | Población      | Sacerdotes | Sacerdotes    | Sacerdotes    | Bautizados por sacerdote | Diáconos permanentes | Religiosos | Religiosos | Parroquias |
| Año                                                                             | Bautizados católicos | Total     | % de católicos | Total      | Clero secular | Clero regular | Bautizados por sacerdote | Diáconos permanentes | Varones    | Mujeres    | Parroquias |
| ------------------------------------------------------------------------------- | -------------------- | --------- | -------------- | ---------- | ------------- | ------------- | ------------------------ | -------------------- | ---------- | ---------- | ---------- |
| Diócesis de Cork                                                                |                      |           |                |            |               |               |                          |                      |            |            |            |
| 1950                                                                            | 167 200              | 175 200   | 95.4           | 266        | 146           | 120           | 628                      |                      | 120        | 878        | 35         |
| Diócesis de Cork y Ross                                                         |                      |           |                |            |               |               |                          |                      |            |            |            |
| 1970                                                                            | 195 079              | 205 878   | 94.8           | 332        | 182           | 150           | 587                      |                      | 350        | 1100       | 50         |
| 1980                                                                            | 246 400              | 258 000   | 95.5           | 296        | 179           | 117           | 832                      |                      | 237        | 860        | 54         |
| 1990                                                                            | 230 000              | 240 000   | 95.8           | 310        | 180           | 130           | 741                      |                      | 203        | 810        | 68         |
| 1999                                                                            | 215 500              | 228 000   | 94.5           | 296        | 152           | 144           | 728                      |                      | 214        | 697        | 68         |
| 2000                                                                            | 215 500              | 225 000   | 95.8           | 290        | 155           | 135           | 743                      |                      | 200        | 690        | 68         |
| 2001                                                                            | 215 500              | 225 000   | 95.8           | 288        | 147           | 141           | 748                      |                      | 201        | 675        | 68         |
| 2002                                                                            | 215 500              | 225 000   | 95.8           | 285        | 148           | 137           | 756                      |                      | 192        | 655        | 68         |
| 2003                                                                            | 215 500              | 225 000   | 95.8           | 277        | 147           | 130           | 777                      |                      | 180        | 640        | 68         |
| 2004                                                                            | 215 500              | 225 000   | 95.8           | 271        | 146           | 125           | 795                      |                      | 165        | 680        | 68         |
| 2006                                                                            | 220 000              | 240 000   | 91.7           | 287        | 162           | 125           | 766                      |                      | 161        | 580        | 68         |
| 2013                                                                            | 243 900              | 264 200   | 92.3           | 135        | 135           |               | 1806                     |                      | 23         | 218        | 68         |
| 2016                                                                            | 238 700              | 261 200   | 91.4           | 140        | 134           | 6             | 1705                     |                      | 25         | 155        | 68         |
| 2019                                                                            | 227 900              | 263 250   | 86.6           | 109        | 109           |               | 2090                     | 2                    | 16         | 122        | 68         |
| 2021                                                                            | 221 670              | 267 000   | 83.0           | 107        | 107           |               | 2071                     | 3                    | 10         | 70         | 68         |
| 2023                                                                            | 224 000              | 274 000   | 81.8           | 102        | 102           |               | 2196                     | 3                    | 8          | 49         | 68         |
| Fuente: Catholic-Hierarchy, que a su vez toma los datos del Anuario Pontificio. |                      |           |                |            |               |               |                          |                      |            |            |            |

## Episcopologio

### Obispos de Cork
- San Bair o Finbar † (circa 600-25 de septiembre de 622 o 623 falleció)
- San Nessan † ?
- Russin † (?-7 de abril de 685 falleció)
- Selbach † (?-773 falleció)
- Cathmogan † (?-961 falleció)
- Columba MacCiarucain † (antes de 976-990 falleció)
- Cellach O'Selbach † (?-1026 falleció)
- Neil O'Mailduib † (?-1027 falleció)
- Airtri Sairt † (?-1028 falleció)
- Cathal † (?-1034 falleció)
- Mugron O'Mutan † (?-1057 falleció)
- Clerech O'Selbaic † (?-1085 o 1086 falleció)
- MacLothod O'Hailgenan † (?-1107 falleció)
- Patrick O'Selback † (?-1111 falleció)
- Gilla Aeda O'Mughin, O.S.A. † (antes de 1152-1172 falleció)
- Gregor † (1172-circa 1186 falleció)
- O'Selbaic † (?-1205 falleció)
- Marian O'Brien † (1205-20 de junio de 1224 nombrado arzobispo de Cashel)
- Gilbert † (15 de junio de 1225-circa 1238 falleció)
- Lawrence † (circa 1238-1264 falleció)
- William de Jerepont, O.Cist. † (1265-?)
- Reginald † (1267-diciembre de 1276 falleció)
- Robert MacDonagh, O.Cist. † (11 de enero de 1277-7 de marzo de 1301 falleció)
- John O'Carroll † (12 de junio de 1302-20 de febrero de 1321 nombrado obispo de Meath)
- Philip de Slede, O.P. † (20 de febrero de 1321-1326 falleció)
- Walter le Rede † (20 de marzo de 1327-20 de octubre de 1329 nombrado arzobispo de Cashel)
- John de Ballycomingham † (5 de enero de 1330-29 de mayo de 1347 falleció)
- John Roche † (25 de diciembre de 1347-4 de julio de 1358 falleció)
- Gerald de Barry † (8 de noviembre de 1362-4 de enero de 1393 falleció)
- Roger Ellesmere † (3 de diciembre de 1395-1406 falleció)
- Richard † (13 de noviembre de 1406-1407 falleció)
- Patrick Foxe † (14 de octubre de 1409-15 de diciembre de 1417 nombrado obispo de Ossory)
- Milo Fitz-John † (1418-? falleció)
- John † (25 de mayo de 1425-?)
- Adam Pay † (1429-1429 renunció)
- Jordan † (15 de junio de 1429-después de 1434)
- John † (1442-1449 renunció)
- Geraldo Geraldini † (31 de enero de 1463-?)
- William Roche † (26 de octubre de 1472-1490 renunció)
- Beato Tadeo McCarthy † (21 de abril de 1490-24 de octubre de 1492 falleció)
- Patrick Cantum † (15 de febrero de 1499-?)
- John Edmund de Geraldinis † (26 de junio de 1499-1521 falleció)
- John Bennet † (28 de enero de 1523-1536 falleció)
  - Sede vacante (1536-1540)
- Louis MacNamara, O.F.M. † (24 de septiembre de 1540-? falleció)
- John Hoyedon † (5 de noviembre de 1540-? falleció)
- Nicholas Lailes † (27 de febrero de 1568-circa 1574 falleció)
- Edmund Tanner † (5 de noviembre de 1574-4 de junio de 1579 falleció)
- Dermot McGrath † (12 de octubre de 1580-?)
- William Therry † (24 de enero de 1622-1640 falleció)
  - Sede vacante (1640-1647)
- Robert Barry † (8 de abril de 1647-1666? falleció)
  - Sede vacante (1666-1676)
- Peter Creagh † (13 de mayo de 1676-9 de marzo de 1693 nombrado arzobispo de Dublín)
- John Baptist Sleyne † (13 de abril de 1693-16 de febrero de 1712 falleció)
- Donatus MacCarthy † (16 de julio de 1712-1726 falleció)
- Thaddy MacCarthy † (7 de abril de 1727-20 de agosto de 1747 falleció)
- Richard Walsh † (10 de enero de 1748-1763 falleció)
- John Butler † (16 de abril de 1763-3 de junio de 1787 renunció)
- Francis Moylan † (19 de junio de 1787-10/15 de febrero de 1815 falleció)
- John Murphy † (21 de febrero de 1815-1 de abril de 1847 falleció)
- William Delany † (9 de julio de 1847-14 de noviembre de 1886 falleció)
- Thomas (Alphonsus) O'Callaghan, O.P. † (14 de noviembre de 1886 por sucesión-14 de junio de 1916 falleció)
- Daniel Cohalan † (29 de agosto de 1916-24 de agosto de 1952 falleció)
- Cornelius Lucey † (24 de agosto de 1952 por sucesión-19 de abril de 1958 nombrado obispo de Cork y Ross)

### Obispos de Cork y Ross
- Cornelius Lucey † (19 de abril de 1958-23 de agosto de 1980 retirado)
- Michael Murphy † (23 de agosto de 1980 por sucesión-7 de octubre de 1996 falleció)
- John Buckley (19 de diciembre de 1997-8 de abril de 2019 retirado)
- Fintan Gavin, desde el 8 de abril de 2019